# 鹿角市立花輪第二中学校
鹿角市立花輪第二中学校（かづのしりつ はなわだいにちゅうがっこう）は、秋田県鹿角市花輪にあった公立中学校。
2020年に鹿角市立花輪第一中学校と統合され、鹿角市立花輪中学校となった。

## 沿革
- 1947年（昭和22年）
  - 4月1日 - 学制改革により、「柴平村立柴平中学校」として開校[2]。
  - 5月3日 - 開校式を挙行（平元、高市、柴内三校舎）[2]。
  - 7月25日 - 校章を制定[2]。
- 1949年（昭和24年）11月3日 - 新校舎完成につき、落成式を挙行[2]。
- 1951年（昭和26年）12月15日 - 講堂を落成[2]。
- 1952年（昭和27年）3月 - 校旗を樹立[3]。
- 1956年（昭和31年）9月30日 - 町村合併により、「花輪町立花輪第二中学校」に改称[2]。
- 1972年（昭和47年）4月1日 - 町村合併により、「鹿角市立花輪第二中学校」に改称[2]。
- 2020年（令和2年）3月31日 - 閉校[2]。

## 教育目標
知性をみがき、心身をきたえ、進んで協力・奉仕する生徒の育成 

## 著名な出身者
- 山本喜代宏（政治家）
- 木村雄太（プロ野球・千葉ロッテマリーンズ元投手）